# Gymnothorax richardsonii
Gymnothorax richardsonii är en fiskart som först beskrevs av Pieter Bleeker 1852.  Gymnothorax richardsonii ingår i släktet Gymnothorax och familjen Muraenidae. Inga underarter finns listade i Catalogue of Life.